# Дніпровка (Біляєвський район)
Дніпро́вка (рос. Днепровка) — село у складі Біляєвського району Оренбурзької області, Росія.

## Населення
Населення — 875 осіб (2010; 962 у 2002).
Національний склад (станом на 2002 рік):
- росіяни — 42 %